# Aquémenes (sátrapa)
Aquémenes (persa antiguo Hakhâmaniš, griego clásico Achaimenes Ἀχαιμένης), hijo del rey persa Darío I y de la reina Atosa, y hermano menor del rey Jerjes I, y miembro de la dinastía Aqueménida. Ctesias (sección 36 Archivado el 11 de enero de 2012 en Wayback Machine.) lo llama Aqueménides (Achaimenides) y lo hace erróneamente hermano de Artajerjes I. Llevaba el mismo nombre que el del fundador epónimo de su familia, Aquémenes.
Cuando lo sorprendió la muerte en el año 485 a. C., el rey Darío I estaba preparando una expedición para reprimir una rebelión en la satrapía de Egipto. Mientras Jerjes permanecía en Persia, su hermano Aquémenes se encargó de comandar la campaña, logrando la derrota de los rebeldes en el 484 a. C.
Desde entonces Aquémenes sirvió como sátrapa de Egipto, aunque poco se sabe de su gobierno. Dirigió la flota egipcia en la batalla de Salamina (480 a. C.) durante la segunda guerra médica.
En el 459 a. C., todavía ocupando el cargo de sátrapa de Egipto, Aquémenes fue derrotado y muerto por el rebelde libio Inaro en la batalla de Papremis, y su cuerpo fue enviado a su sobrino, el rey Artajerjes I, hijo y sucesor de Jerjes.